# 懸濁重合
懸濁重合（けんだくじゅうごう、suspension polymerization）とは、モノマーと溶媒の水とを機械的に撹拌し、懸濁させて行う重合方法である。小さな粒状のきれいなポリマーが生成することからビーズ重合（bead polymerization）、粒状重合（granular polymerization）パール重合（pearl polymerization）とも呼ばれる。ポリアクリル酸塩などの吸水性ポリマーの合成に使われる。
モノマーに可溶なラジカル発生剤が重合開始のために主に用いられる。
それぞれの粒の中で塊状重合が起こっている状態に近いので、重合速度は同じ仕込みの場合の塊状重合のそれに近いが、粒内部のラジカルが粒の外部へ脱出したり、脱出したラジカルや外水相中で発生したラジカルが粒の内部に侵入することによって、塊状重合とは異なる重合速度となる場合もある。